# طروادة أرضية
طروادة أرضية هي كويكب يدور حول الشمس بالقرب من نقاط نقاط لاغرانج (النقطة L4) و (النقطة L5).
ولم يكتشف حتى الآن سوى طروادة أرض واحدة. تم استخدام اسم طروادة لأول مرة في عام 1906 لأحصنة طروادة المشتري، والكويكبات التي لوحظت بالقرب من نقاط لاغرانج من مدار المشتري.

## الأهمية
إن مدارات أي من أحصنة طروادة الأرضية يمكن أن تجعلها أقل تكلفة من الوصول إلى القمر، على الرغم من أنها ستكون مئات المرات أكثر بعدا.
ويمكن لهذه الكويكبات أن تكون مفيدة يوما ما كمصادر للعناصر النادرة بالقرب من سطح الأرض.
على الأرض، من الصعب العثور على سيديروفيلز مثل الإيريديوم، بعد أن غرقت إلى حد كبير في جوهر الكوكب بعد فترة وجيزة من تشكيلها.
يمكن أن يكون الكويكب الصغير مصدرا غنيا لهذه العناصر حتى لو كان تكوينه العام مشابها للأرض؛ بسبب صغر حجمه، فإن هذه الأجسام ستفقد الحرارة بسرعة أكبر بكثير من كوكب الأرض بمجرد تشكيلها، ومن ثم لن تكون قد ذابت، وهو شرط أساسي للتمايز (حتى لو كانت متباينة، فإن جوهرها لا يزال في متناول اليد). كما أن حقول الجاذبية الضعيفة كانت ستحول دون فصل كبير بين المادة الأكثر كثافة والأخف وزنا؛ وكتلة حجم 2010 تي كيه7 يمكن أن يمارس قوة جاذبية أرضية أقل من 0.00005 مرة من الأرض (على الرغم من أن دوران الكويكب يمكن أن يسبب الانفصال).

## الاكتشاف
تم اكتشاف 2010 تي كيه7 باستخدام مستكشف الأشعة تحت الحمراء عريض المجال.
في فبراير 2017، أجرت المركبة الفضائية أوسايرس-ركس بحثا عن أحصنة طروادة الأرضية في منطقة L4 (النتائج معلقة).

## كويكبات قريبة من الأرض
- كويكب كرويثن 3753 هو كويكب قريب من الأرض، ويبلغ قطره نحو 5 كيلومتر. يعبر في مداره مدار الأرض أحيانا.

لديه نوع غريب من الرنين المداري يسمى مدار حدوة حصان، وربما هو مجرد اتصال مؤقت.
- الكويكب Ho3 هو كويكب اكتشف في 27 أبريل 2016، وربما هو أكثر أشباة الأقمار التابعة للأرض استقرارا.[3][4]